# Beethoven (film)
Beethoven è un film commedia del 1992 diretto da Brian Levant. Distribuito dalla United International Pictures. Il protagonista è Beethoven, un cane di San Bernardo chiamato come il celebre compositore e pianista tedesco Ludwig van Beethoven.
Il protagonista Chris è un cane di due anni addestrato da Karl Miller, uno dei più noti istruttori di animali americani.

## Trama
Un cucciolo di cane San Bernardo viene rubato da due ladri e portato via dal negozio di animali insieme a tutti gli altri cuccioli presenti; durante il trasporto riesce però a fuggire, nascondendosi in un cassonetto. La mattina seguente, il cucciolo si introduce in casa Newton, una famiglia composta da madre, padre e tre figli (Ryce, Ted ed Emily). I quattro accolgono il cane con sorpresa e felicità ma non è altrettanto felice il padre, poiché pensa solo al suo lavoro aziendale complicato dal nuovo impegno dato dal cane, ma la famiglia finisce per adottarlo chiamandolo Beethoven, dall'omonimo musicista tedesco che amano ascoltare. In due anni, Beethoven cresce e diventa un enorme San Bernardo. Nonostante sia grande, grosso, invadente e puzzolente, tutti e cinque (padre compreso) si lasciano trasportare dalla sua simpatia e si affezionano al cagnone, che risolve un problema di lavoro di George, un problema di coppia di Ryce ed i problemi di Ted con alcuni bulli di scuola, oltre a salvare Emily dall'annegamento in una piscina.
Un giorno, il veterinario di Beethoven, il dottor Varnick, fa una visita a casa Newton per vedere come sta il cane, e appena si trova da solo con lui prima si cosparge il braccio di tintura di iodio simulando una ferita e poi lo schiaffeggia. L'animale, forse scambiandolo per un gioco, lo atterra facilmente, senza mai morderlo. Appena George Newton accorre in suo aiuto, Varnick gli fa credere che il cane l'abbia aggredito senza motivo, dicendogli che in questi casi la legge parla chiaro: dovrà essere abbattuto tramite iniezione letale. Newton è quindi costretto, suo malgrado, a lasciare il cane al veterinario per farlo sopprimere; nonostante tutto, l'uomo è disperato ed i suoi figli non gli rivolgono più la parola. Da quel momento Newton capisce quanto sia silenziosa e seria la casa senza Beethoven e decide di andare a riprenderselo. Al suo arrivo, il veterinario dichiara che il cane è stato soppresso, ma Newton si accorge che il medico non è mai stato morso e trova Beethoven vivo in un laboratorio. Infatti il veterinario è in combutta con i ladri di animali visti all'inizio del film e si è fatto lasciare il San Bernardo per ucciderlo con dei proiettili sperimentali, che lui sta collaudando. Varnick sta per sparare al cane, ma Newton interviene salvandolo e liberando gli altri cani rinchiusi nelle gabbie. I due ladri complici del veterinario, sfuggiti alla furia dei cani del laboratorio, vengono aggrediti e feriti da quattro dobermann di un benzinaio, per poi essere arrestati sotto gli occhi di tutti al telegiornale. Newton, con la famiglia che lo aveva aiutato, si scusa con Beethoven e finalmente lo accetta. Anche Varnick viene arrestato con l'accusa di aver praticato illegalmente dei test con armi da fuoco su dei cani. Beethoven è definitivamente membro di casa Newton e tutti i cani liberati dal laboratorio lo seguono nella sua abitazione, dove verranno temporaneamente adottati dai Newton.

## Produzione
Il film è stato girato in California fra gli Universal Studios, South Pasadena, Monrovia e Los Angeles; per le scene di casa Newton venne scelta 1405 Milan Avenue di South Pasadena, mentre le scene dell'inceneritore vennero realizzate presso il Lacy Street Production Center di Los Angeles.

## Accoglienza

### Incassi
Il film ha incassato complessivamente 147214049 $.

### Critica
Il film ottiene il 31% delle recensioni professionali positive sul sito Rotten Tomatoes, con un voto medio di 4,7 su 10 basato su 29 critiche; sul database di cinema IMDb ottiene un punteggio di 5,7/10 basato su 74.837 voti.

## Seguiti
Il film ha avuto 7 sequel, diretti da vari registi:
- Beethoven 2
- Beethoven 3
- Beethoven 4
- Beethoven 5
- Beethoven - A caccia di Oss... car! [4]
- Beethoven - L'avventura di Natale
- Beethoven - Alla ricerca del tesoro

Esiste anche la serie animata Beethoven.